# Susana Rinaldi

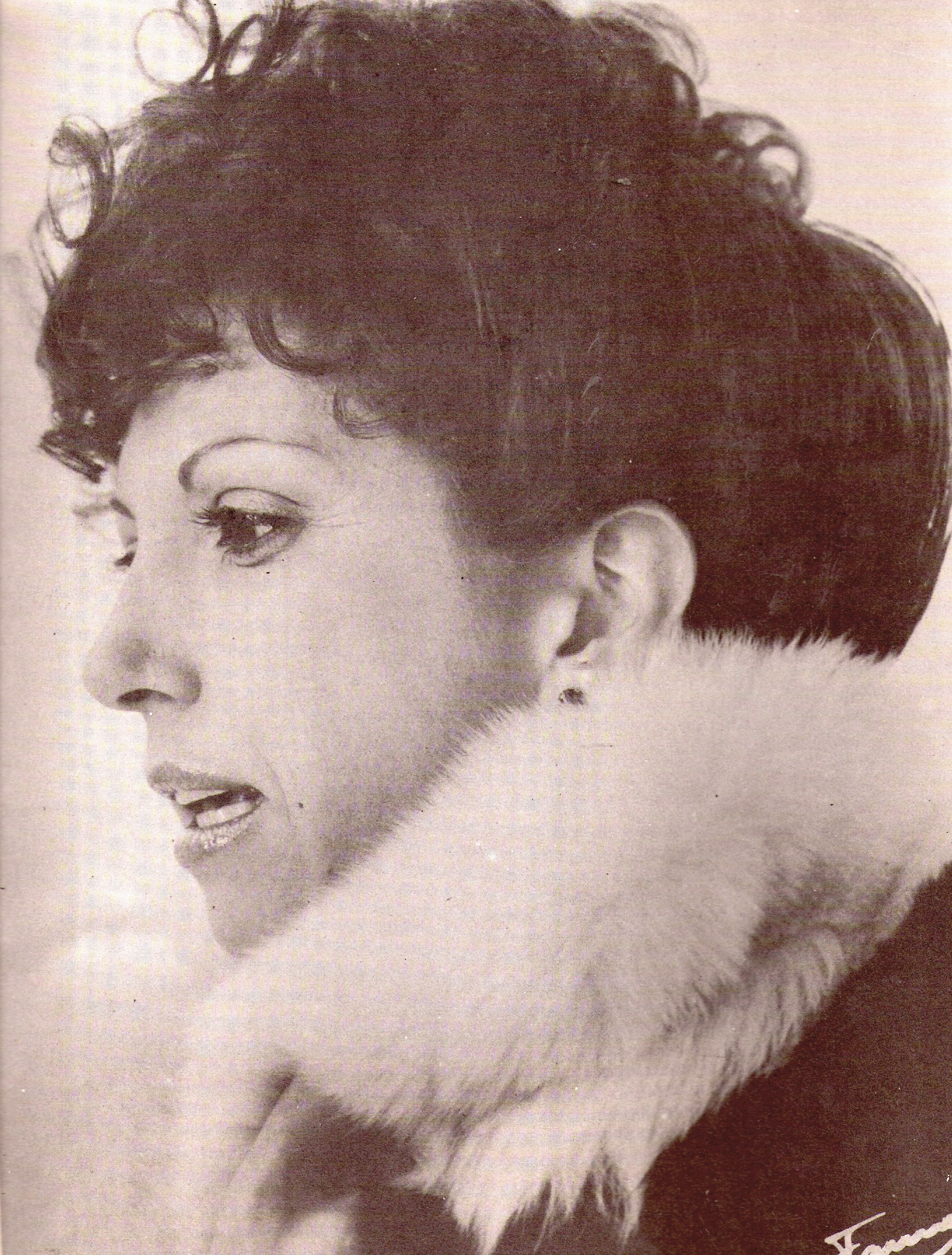

Susana Natividad Rinaldi (La Tana; * 25. Dezember 1935 in Buenos Aires) ist eine argentinische Schauspielerin und Tangosängerin.

## Leben
Rinaldi studierte ab 1949 acht Jahre lang Kammergesang am Conservatorio Nacional de Música. 1955 trat sie in die Escuela de Arte Dramático ein. Zwei Jahre später debütierte sie im Fernsehen und 1959 spielte sie ihre erste Rolle in einem Theater mit der Kompanie von Alfredo Alcón und María Rosa Gallo.
Ihre musikalische Laufbahn begann Mitte der 1960er Jahre, als auf Grund der politisch unruhigen Zeiten – u. a. wurde 1966 durch einen Militärputsch Juan Carlos Onganías Präsident Arturo Umberto Illia abgesetzt, und Onganía übernahm als diktatorisch regierender Präsident die Macht – die Popularität des klassischen Tangos in Argentinien im Niedergang war. Sie trat mit lyrischen Texten von Autoren wie José María Contursi und Enrique Santos Discépolo und politischen Texten u. a. von Homero Manzi und Cátulo Castillo an und fand so das Interesse der intellektuell geprägten Opposition im Lande.
Später interpretierte sie Titel von Vertretern des Tango Nuevo wie Eladia Blázquez (Sueño de barrilete), Osvaldo Avena und Héctor Negro (Responso para un hombre gris) oder Chico Novarro (Cordón). Mit Astor Piazzolla teilte sie einen Auftrittszyklus im Nachtclub Michelangelo. Für eine LP des Avantgarde-Musikers Edvardo Rovira nahm sie vier Nummern auf, und 1970 veröffentlichte sie eine LP mit Tangos nach Texten von Homero Manzi.
Mit ihrem damaligen Mann, dem Bandoneonisten und Tangokomponisten Osvaldo Piro, eröffnete sie 1971 das Konzertcafé Magoya in Mar del Plata. Als 1976 Argentinien erneut unter die Herrschaft einer Militärdiktatur geriet, emigrierte sie nach Frankreich und lebte und arbeitete in Paris. 1989 kehrte sie nach Argentinien zurück.